# 暴太郎戰隊Don BrothersVS全開者
《暴太郎戰隊Don BrothersVS全開者》是日本《超級戰隊系列》於2023年推出的VS劇場版，其中包括《暴太郎戰隊Don Brothers》和《機界戰隊全開者》的演員陣容，兩大戰隊夢幻共演，於2023年5月3日在日本影院上映，並於2023年9月27日在DVD和Blu-ray上發行。

## 概要
- 本作為《暴太郎戰隊Don Brothers》和《機界戰隊全開者》的聯動劇場版。為東映VS系列第29作目。2023年5月3日開始於日本部分電影院期間上映。
- 本作為首次將VS系列劇場版該作系列的內容分隔成兩個各自的章節故事，亦是分為「全開者篇」、「Don Brothers篇」、「Don BrothersVS全開者」三個故事內容。
- 本作的時間點位於《暴太郎戰隊Don Brothers》本篇最終回結束的一年後[1]。
- 本作繼《海賊戰隊豪快者 VS 宇宙刑事卡邦 The Movie》後出現同一位演員在劇情中擔任雙重角色的《超級戰隊系列》劇場版作品。
- 本作繼《劇場版 騎士龍戰隊龍裝者VS魯邦連者VS巡邏連者》後，為第二部沒有巨大戰的VS劇場版。

## 故事
介人五人從平行世界環遊回到五彩繽紛
卻發現全開托邦被成為柏餅王的佐克斯佔據稱王
而一切都是全新的柏餅惡徒作怪導致
太郎失去記憶離開之後一年，由次郎領導DON兄弟一行人繼續戰鬥
在這之後找回記憶的太郎突然回歸，並說出要解散DON兄弟
這時機界鬼向太郎他們襲來
兩邊因為突發事件而跨越次元的「結緣」
兩大超級戰隊的奇蹟戰鬥開幕
由「全開者篇」「Don Brothers篇」「VS篇」三部構成
講述兩部TV本篇完結後的故事

## 用語
超級戰隊VS
於本作中從來自《暴太郎戰隊Don Brothers》中的「五色田 介人/全開凱撒BLACK」口中揭露其代表的意思名為「VICTORY SUPER」。

## 登場人物

### 《暴太郎戰隊Don Brothers》
桃井 太郎／ Don桃太郎
演：樋口幸平
猿原 真一／ 猿Brother
演：別府由來
鬼頭 遙／ 鬼Sister
演：志田琥珀
犬塚 翼／ 犬Brother
演：柊太朗
雉野 剛／ 雉Brother
演：鈴木浩文
桃谷 次郎／ Don龍悟空
演：石川雷藏
 索諾伊
演：富永勇也
 索諾妮
演：宮崎亞美紗
 索諾薩
演：高橋慎之介
 Don村雨鯊
聲：村瀨步
五色田 介人／ 全開凱撒BLACK
演：駒木根葵汰

### 《機界戰隊全開者》
五色田 介人／ 全開凱撒
演：駒木根葵汰
侏蘭／ 全開侏蘭
聲：淺沼晉太郎
獅王／ 全開獅王
聲：梶裕貴
瑪吉納／ 全開瑪吉納
聲：宮本侑芽
布魯恩／ 全開布魯恩
聲：佐藤拓也
佐克斯·戈爾德茨卡／ 痛快凱撒
演：增子敦貴
斯泰西／ 停留凱撒
演：世古口凌
五色田 功／ 破壞凱撒
演：川岡大次郎
介人的父親。
五色田 美都子
演：甲斐麻理惠
介人的母親。
五色田 八手
演：榊原郁惠
介人的奶奶。
小赤
聲：福圓美里
介人的寵物機械鳥，擁有說話的能力。
芙琳特·戈爾德茨卡
演：森日菜美
佐克斯的二妹。
卡塔那·戈爾德茨卡
聲：鈴木崚汰
佐克斯的三弟。
力奇·戈爾德茨卡
聲：松田颯水
佐克斯的四弟。

## 戰力
- 勝利超級齒輪（ビクトリースーパーギア，VICTORY SUPER GEAR）

- Don全開桃太郎（ドンゼンカイモモタロウ，Don ZENKAIMOMOTARO）

- Don全開劍（ドンゼンカイブレード，Don ZENKAI Blade）

- 黃金全界凱撒（ゴールドンゼンカイザー，GOLD ZENKAISER）

## 外部連結
- 暴太郎戰隊Don BrothersVS全開者官網 （页面存档备份，存于）

1. ↑  .   [2023-02-28]. （原始内容存档于2023-04-27）.